# Louis de Wohl
Louis de Wohl (ur. 24 stycznia 1903 w Berlinie jako Ludwig von Wohl, zm. 2 czerwca 1961 w Lucernie) – autor licznych powieści historycznych oraz książek o tematyce religijnej.
Urodził się jako syn Węgra i Austriaczki. W 1935 rodzina, posiadająca korzenie żydowskie, musiała przenieść się z Niemiec do Anglii. Brał udział w II wojnie światowej jako kapitan w armii brytyjskiej, zajmując się wojną psychologiczną.
Jego książki o katolickich świętych stały się międzynarodowymi bestselerami. Na podstawie szesnastu jego książek nakręcono filmy, a papież Jan XXIII nadał mu tytuł Rycerza Komandora Orderu Świętego Grzegorza Wielkiego.
Jego pierwsze książki były przygodowe, następne, pisane po angielsku - o tematyce religijnej. Jego książki dobrze przyjęto w USA. Zostały przetłumaczone na 12 języków.

## Dzieła
- Łagodne światło, o św. Tomaszu z Akwinu
- „Zwyciężyłeś Galilejczyku”: historia cesarza Juliana Apostaty
- Attyla. Bicz Boży
- Św. Benedykt z Nursji: Twierdza Boga
- Św. Augustyn: Niespokojny płomień
- Dawid z Jerozolimy
- Drzewo żyjące: Życie cesarzowej Św. Heleny
- Św. Katarzyna ze Sieny: Oblężenie niebios
- Św. Ignacy Loyola: Złota nić
- Św. Franciszek z Asyżu: Radosny żebrak
- Św. Franciszek Ksawery: Rozniecić ogień
- Ostatni krzyżowiec: życie Jana z Austrii
- Założony na skale: historia Kościoła
- Św. Joanna d’Arc: Boża wojowniczka
- Włócznia: historia centuriona Longinusa
- Posłaniec króla: Opowieść o Św. Pawle i jego czasach[1]
- Pius XII: Pasterz Świata